# Phragmorchis
Phragmorchis es un género monotípico de orquídeas epifitas. Su única especie: Phragmorchis teretifolia, es originaria de Filipinas.

## Descripción
Es una orquídea de tamaño pequeño a mediano que prefiere el clima cálido, con hábito de epifita con tallos delgados, cilíndricos envueltos por las bases foliares persistentes y hojas angular-cilíndricas y agudas. Florece en una inflorescencia axilar, opuesta a las hojas, corta, con pocos flores con brácteas florales pequeñas, triangular-acuminadas.

## Distribución y hábitat
Se encuentra en la isla de Luzón en Filipinas.

## Taxonomía
Phragmorchis teretifolia fue descrita por Louis Otho Williams y publicado en Botanical Museum Leaflets 6(3): 53, t. 1938.